# Abdallah Mohia
Abdallah Mohia, plus connu sous le nom de Mohya (en kabyle: Muḥia, en tifinagh: ⵎⵓⵃⵉⴰ) né le 1er novembre 1950 à Aïn El Hammam en Algérie française et mort le 7 décembre 2004 à Paris 15e, est un auteur, parolier, adaptateur et poète algérien kabyle prolifique, mais peu connu du public national et international. 
Il a enregistré ses productions (une quinzaine de cassettes audio en vente en Kabylie). 
Fondateur d'une troupe de théâtre d'expression kabyle, il a consacré plusieurs années de sa vie à traduire et à adapter des poèmes, à écrire des chansons pour des artistes comme Ferhat Mehenni, Idir, le groupe Idefelawen, DjurDjura (groupe) et surtout adapter des œuvres théâtrales universelles à la langue et à la culture kabyle. Par ailleurs, Mohya a pu sensibiliser, à travers ses œuvres, beaucoup de gens autour de la revendication identitaire berbère et les droits de l'homme. 

## Biographie
Sa famille est originaire d’Ath Rbaḥ (commune d’Iboudraren), cependant son père tailleur de profession, s’était installé depuis quelques années à Iɛeẓẓugen (Azazga). Mohya a passé une partie de son enfance dans cette région avant que sa famille ne déménage à Tizi Ouzou. Élève interne au Lycée Amirouche de Tizi Ouzou, il décroche son baccalauréat en 1968. Il rejoint l’Université d’Alger où il poursuit des études supérieures en mathématiques. Il obtient son diplôme de licence en 1972. Il est reçu à l’École d’Ingénieurs en Hydraulique en France. 
En 1973, il part donc en France, plus précisément à Strasbourg pour poursuivre ses études, mais au cours de la même année il rejoint Paris pour intégrer le Groupe d’Études amazighs créé à l’Université Paris VIII (Vincennes). Il y participe à l'animation des revues publiées par ce groupe : Bulletin d’études amazighs (BEA) puis Tisuraf. 
Il crée et anime une troupe de théâtre, Asalu, à partir de 1983. Un atelier de traduction-adaptation se constitue également.  Il est considéré comme le fondateur du théâtre d’expression amazighe, et une figure clé de ce théâtre,,,.
Il enseigne par ailleurs l'amazigh à l’Association de Culture Berbère. En parallèle, il publie des poèmes, des nouvelles ainsi que de nombreuses adaptations vers le kabyle de pièces de théâtres (plus d’une vingtaine), nouvelles, poésies... Il écrit également des textes pour des chanteurs Kabyles, renforçant ainsi la revendication d'une identité berbère.
En décembre 2004, il meurt à Paris d'un cancer. Il est enterré dans le village Aït Eurbah dans la commune des At Budrar. 

### Œuvres traduites et adaptées par Mohya
- Am win yettrajun Rebbi, En attendant Godot de Samuel Beckett
- Aneggaru a d-yerr tawwurt, La Décision de Bertolt Brecht
- Llem-ik, Ddu d udar-ik, L'exception et la règle  de Bertolt Brecht
- Tacbaylit, La Jarre de Luigi Pirandello
- Si Lehlu, Le Médecin malgré lui de Molière
- Si Pertuf, Tartuffe de Molière
- Muhend U Caâban, Le Ressuscité de Lu Xun
- Si Nistri, La Farce de Maître Pathelin, auteur anonyme
- Sin-nni, Les Émigrés de Sławomir Mrożek
- Tajajurt, La Ficelle de Guy Maupassant
- Muh Terri, La Véritable Histoire de Ah Q de Lu Xun
- Muhend U Caâban (Yiwwas Muhend U Caâban yecca taxsayt...) (Memnon ou la sagesse humaine de Voltaire)

### Poèmes et chansons
- Agrum s-lmus, Le pharmacien de Felix Leclerc
- Muh n Muh, Pauvre Martin de Georges Brassens
- Sselṭan n Mejbada, le sultan de Salamandragore de Jacques Prévert
- Berrouaghia (Berwaggiya)[7], adapté de Merde à Vauban de Léo Ferré
- Awid ɣi ḥekmen, Le déserteur de Boris Vian